# هر طور شده
«هر طور شده» (به انگلیسی: One Way or Another) آهنگی از گروه موسیقی موج نو آمریکایی بلاندی است؛ که به وسیلهٔ دبی هری و نایجل هریسن برای سومین آلبوم استودیویی گروه، خطوط موازی (۱۹۷۹) نوشته شد. این ترانه به عنوان یک تک‌آهنگ در ایالات متحده به عنوان دنباله و پشتیبان «قلب شیشه» عرضه شد. «یک راه یا دیگری» در بیلبورد هات ۱۰۰ به ردهٔ بیست‌وچهار رسید. گرچه هیچ‌گاه به طور رسمی در بریتانیا و دیگر کشورها به عنوان یک تک‌آهنگ عرضه نشد، به عنوان یکی از ترانه‌های مردم‌پسند گروه در جهان باقی مانده‌است. رولینگ استون این ترانه را در ردهٔ ۲۹۸ فهرست عظیم‌ترین ۵۰۰ ترانهٔ همهٔ زمان‌ها قرار داد.
این ترانه در نسخه‌های آمریکایی و کانادایی نخستین مجموعهٔ تلفیقی ترانه‌های موفق گروه، بهترین بلاندی (۱۹۸۱) قرار گرفت؛ اما نه در پخش‌های جهانی. بلاندی این آهنگ را به عنوان ترانهٔ اصلی مجموعهٔ تلویزیونی آمریکایی سال ۱۹۹۹ اسنوپس مجدداً ضبط کردند. این نسخه به عنوان یک ترانهٔ اضافی در ایالات متحده در آلبوم سربی‌رنگ (زنده) قرار گرفت.

## فهرست آهنگ‌ها
‎US 7" (CHS 2236)‎
1. «One Way or Another» (نایجل هریسن، دبی هری) – ۳:۳۱
2. «Just Go Away» (هری) – ۳:۲۱

## جدول موسیقی
| جدول (۱۹۷۹)  | حد رتبه |
| ------------ | ------- |
| کانادا       | ۱۴      |
| ایالات متحده | ۲۴      |